# Уривок з поеми
Уривок з поеми  - ліричний вірш українського поета Євгена Маланюка, написаний  5 червня 1924 року.

## Тема твору
Поет осмислює колишню славу рідного краю, згадує відважне запорозьке козацтво, возвеличує історичну пам'ять народу. Він звертається до витоків української державницької традиції, періоду гетьманування Богдана Хмельницького, Івана Мазепи, Пилипа Орлика, прагне відшукати підстави для творення сучасної держави. Автор закликає до пробудження в українців почуття національної свідомості, віри в силу й безсмертя рідного народу. Головна думка вірша: кожен повинен пам’ятати про славетне минуле, лише тоді житиме надія на краще майбутнє.

## Особливості поезії
Вірш "Уривок з поеми" є прикладом "козацької лірики". Написаний чотиристопним ямбом у стилі модернізму. Має перехресне римування.

## Художні засоби
Автор використовує низку епітетів: залізна голова, запорозька кров, кремезного чумака, блідий праправнук, в гучних віках, державну волю, дні буденні, міцних поплічників, отаманів курінних, п’яний сміх, скривавлене обличчя, катівської сокири, дикий вихор, упевнена рука, в батуринськім огні, свячений ніж, майбутні діти, жадний примус, жадне зло, херсонські прерії, херсонський вітер, козацький Буг, вербний пух, послів московських.
Також у вірші наявні метафори: я волю полюбив державну; рокоче запорозька кров; (отамани) уміли кинуть п’яний сміх в скривавлене обличчя – муці; (залізна голова) жбурляла в чернь слова; і з серця кров’ю крикнув Гонта.
Автор порівнює: херсонські прерії — мов Січ, а кобзарем — херсонський вітер; вони лишилися, як криця!.  
Алюзії: "Вставайте! Кайдани порвіте!". Інверсія: народ мій.